# Courtney Sims
Courtney Garland Sims (Boston, 21 ottobre 1983) è un ex cestista statunitense, professionista nella NBA e in Europa.

## Palmarès
- Campione NIT (2004)
- NBDL MVP (2009)
- All-NBDL First Team (2009)
- Migliore nella percentuale di tiro NBDL (2009)